# Dario Baldi (regista)
Dario Baldi (Roma, 18 settembre 1976) è un regista e sceneggiatore italiano.

## Biografia
Cresciuto in una famiglia dedita da sempre al cinema. Il padre Marcello Baldi fu regista di oltre cento documentari (Tra cui Italia K2, documentario sulla conquista del K2 nel 1954) e più di trenta film (tra cui Saul e David e altri grandi film biblici). Dopo essere stato impiegato in ruoli più disparati su un set sin da bambino e un passato da montatore, si dedica alla regia realizzando diversi videoclip e pubblicità, per poi passare al documentario, e infine al cinema.
Dario Baldi scrive e realizza alcuni documentari, tra cui Managers dove, con una piccola telecamera, si mischia ai barboni romani per raccontare la vita di strada per poi scrivere e girare diversi cortometraggi premiati in ambito di festival europei. Realizza poi il lungometraggio dal titolo Pablo, basato sulla vita di Pablo Neruda, messo in scena interamente con persone di strada. Il film partecipa ai Festival di Montreal, all'AFI Film Festival di Los Angeles e in numerose altre rassegne internazionali dove ottiene riconoscimenti da parte del pubblico e critiche positive su riviste del nome di Variety o quotidiani tra cui il New York Times. Nel 2008 Pablo viene trasmesso sulle emittenti europee, ottenendo anche in Svezia due prime serate sulla TV nazionale.
Dario Baldi, dopo una esperienza negli Stati Uniti d'America dove cura le campagne pubblicitarie del film 2 Fast 2 Furious, si trasferisce in Inghilterra per cinque anni dove lavora come regista per Universal Music, BBC, Channel 4 e Turner, abbracciando costantemente prodotti che spaziano dalla pubblicità al cinema.
Nel 2007 collabora al film Zero (con Dario Fo, Lella Costa e Moni Ovadia) e realizza in co-regia con Davide Marengo il rockumentary Dall'altra parte della luna, basato sulla nascita e ascesa dei negramaro con i quali collabora attivamente da allora. Realizza anche il film Narciso, dietro i cannoni, davanti ai muli, vincitore di premi in diversi festival tra cui il RIFF. Nel 2009 è regista della seconda unità per la serie Crimini 2, in onda su Rai 2 in prima serata, poi continua a dirigere spot e videoclip.
Dario Baldi scrive altre sceneggiature, tra cui una sulla vita del fotografo Robert Mapplethorpe, lungometraggio presentato da Wim Wenders e mette in cantiere altri due lungometraggi. Il 2010 inizia con la realizzazione del film Gli anni verdi, al quale partecipano Roberto Herlitzka, Dario Vergassola ed Enrico Brignano. Con Brignano infine, affiancato da Francesco Pannofino e altri, nel luglio del 2010 inizia le riprese del film Faccio un salto all'Avana per Medusa Cinema. Nel 2011 dirige Fabrizio Bentivoglio e Giorgio Tirabassi nella serie Benvenuti a tavola - Nord vs Sud, prodotta da Taodue e Wildside, in onda in prima serata su Canale 5. C'è sempre un perché, sua regia con protagonisti Maria Grazia Cucinotta e Huang Hai Bo, è una coproduzione italo-cinese. Il film è destinato al mercato cinese e internazionale. Nel 2013 dirige per Filmmaster la campagna pubblicitaria per Trenitalia e riprende nuovamente a lavorare nella pubblicità negli Stati Uniti.

## Filmografia

### Regista

#### Cinema
- Pablo (2005)
- Dall'altra parte della luna (2007)
- Narciso, dietro i cannoni, davanti ai muli (2008)
- Gli anni verdi (2011)
- Faccio un salto all'Avana (2011)
- La leggenda di Bob Wind (2016)
- Posto Ergo Sum (2017)

#### Televisione
- Benvenuti a tavola - Nord vs Sud - serie TV (2011)

#### Videoclip musicali
- 'A67 - Chi me sape (2008)
- B. Fleischmann - Gain (2006)
- Le Mani - Libera da (2009)
- LM - Scompare
- Negramaro - L'immenso (2007), Cade la pioggia[25] (feat. Jovanotti) (2007), Tu ricordati di me[25] (2007)
- SUNN - Be Mine

#### Pubblicità
- Pepsi, Rai Movie, Johnson & Johnson

### Sceneggiatore
- Una notte per caso, regia di Juan José Campanella (1997)
- Pablo, regia di Dario Baldi (2005)
- Narciso, dietro i cannoni, davanti ai muli, regia di Dario Baldi (2008)
- La leggenda di Bob Wind, regia di Dario Baldi (2016)